# Elisabeth Feller
Elisabeth Feller (* 3. April 1910 in Horgen; † 12. Januar 1973 ebenda) war eine Schweizer Unternehmerin und Kunstmäzenin.

## Leben
Elisabeth Feller war die Tochter von Adolf Feller, des Begründers des Elektrotechnikunternehmens Feller AG, und Emma Feller, geborene Richi. Sie studierte Geografie und Geologie an der Universität Zürich und zwei Semester an der London School of Economics. Das Studium brach sie ab, als ihr Vater 1931 überraschend starb. Zusammen mit ihrer Mutter übernahm die damals 21-jährige das Unternehmen. Die beiden Frauen wandelten es in eine Aktiengesellschaft um und setzten sich für die Gleichberechtigung des weiblichen Personals ein. Der Betrieb führte lange vor anderen Unternehmen eine eigene Pensionskasse und eine Betriebskantine ein und investierte in regionale Wohnbauprogramme. Um die sogenannten italienischen „Fremdarbeiter“ besser zu integrieren, bot die Firma Deutschkurse an, für die einheimischen Angestellten gab es Italienischkurse. Im Kinderdorf Pestalozzi in Trogen AR war sie die treibende Kraft bei der Schaffung eines Hauses für italienische Kriegswaisen (Haus Pinocchio oder auch Zürichseehaus genannt).
Feller war eine Vorkämpferin der Frauenbewegung und engagierte sich für das Frauenstimmrecht. Sie wirkte als Mitbegründerin und erste Präsidentin des schweizerischen Verbandes der Berufs- und Geschäftsfrauen für bessere Chancen für Frauen in der Wirtschaft. Von 1950 bis 1973 leitete sie die Fachkommission Gleicher Lohn für gleichwertige Arbeit des Bundes Schweizerischer Frauenvereine. Außerdem war sie international aktiv und hatte u. a. als erste Nicht-Angelsächsin das Amt der Präsidentin der Business and Professional Women (BPW) inne. Sie war Mitglied in verschiedenen Vereinte-Nationen-Gremien (z. B. als Vizepräsidentin der schweizerischen UNESCO-Kommission) inne. Dabei forderte sie vor allem „gleichen Lohn für gleiche Arbeit“ und die Verbesserung der Arbeitsbedingungen für Frauen.
Neben ihrem Engagement für Frauenrechte war die Unternehmerin auch als Förderin für Künstler tätig. Gemeinsam mit der Kinderärztin Marie Meierhofer setzte sie sich ausserdem für die Schaffung moderner Kinderkrippen ein.
Im Jahr 1970 holte Feller 37 tibetische Flüchtlinge nach Horgen und bat ihnen an, in der Feller AG zu arbeiten.
Elisabeth Feller starb am 12. Januar 1973 in Horgen.

## Ehrung

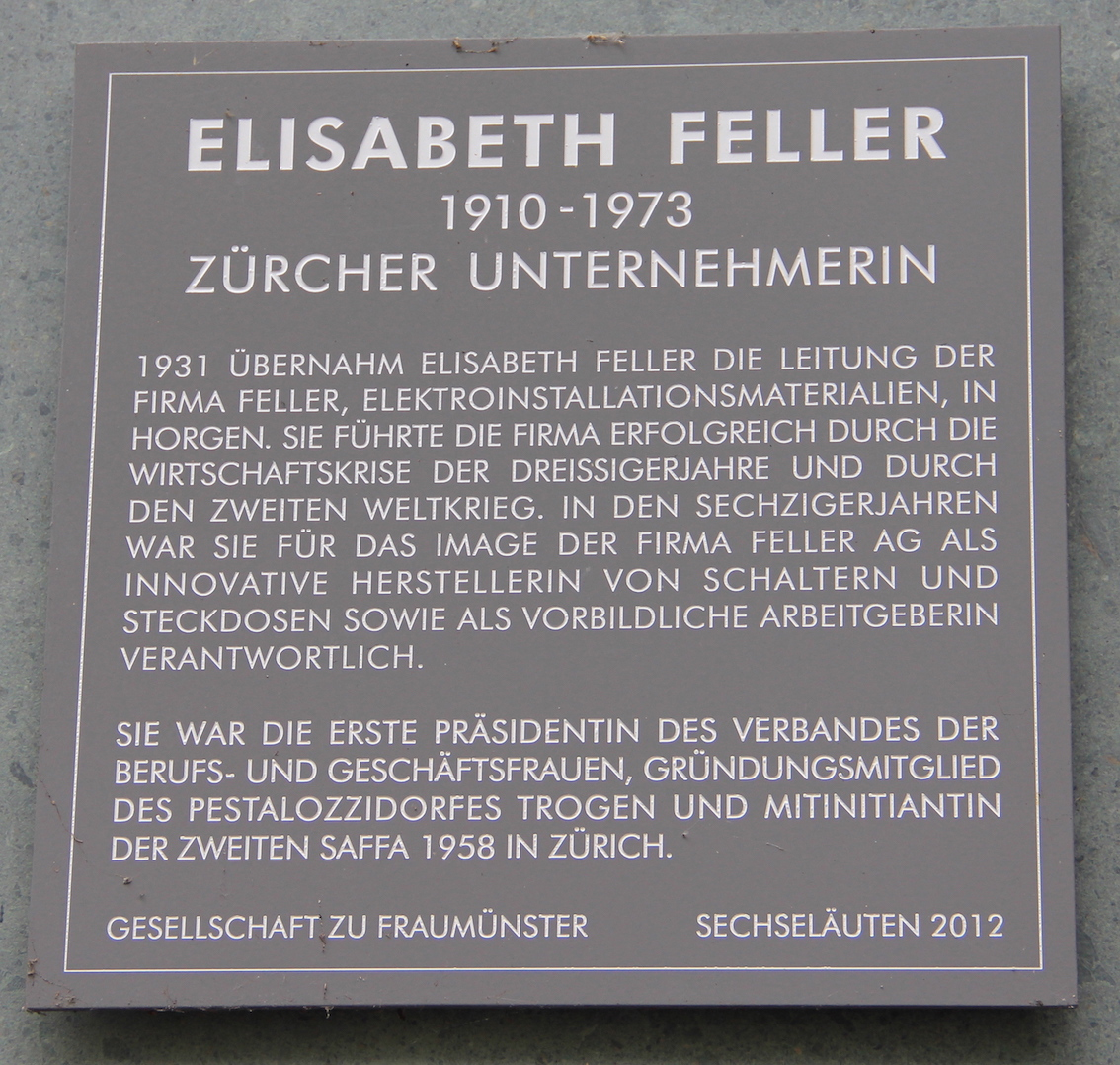
Elisabeth Feller Gedenktafel, Stockerstrasse 9, Zürich

Elisabeth Feller wurde anlässlich der jährlichen Frauenehrung der Gesellschaft zu Fraumünster am Sechseläuten 2012 öffentlich geehrt. Eine Gedenktafel befindet sich an der Stockerstrasse 9.